# Arianna Montecucco
Arianna Montecucco (Gavi, 9 aprile 1995) è una calciatrice italiana, di ruolo attaccante.

## Carriera

### Club
Arianna Montecucco nasce in una famiglia legata al mondo dello sport; il nonno Evaldo, ex calciatore e per oltre quarant'anni dirigente del Libarna, società di Serravalle Scrivia, prima di passare al femminile, le trasmette la passione per il calcio e dopo i primi calci nel campetto davanti a casa decide di tesserarsi nel Libarna per giocare nelle sue formazioni giovanili miste fino ai 14 anni.
Superata l'età massima prevista dalla federazione per giocare con i maschietti, Montecucco decide di trasferirsi all'Alessandria, dove continuare l'attività in una formazione interamente femminile. Con le grigie fa in suo debutto in Serie A2, l'allora secondo livello del campionato italiano, il 1º novembre 2009, alla seconda giornata di campionato 2009-2010, dove nella partita casalinga con il Tradate Abbiate all'8' sigla la rete del momentaneo vantaggio per 1-0, incontro poi terminato sul pareggio con un gol per parte. Con l'Alessandria rimane quattro stagioni, tutte in Serie A2 e nel girone A, con il migliore risultato il terzo posto ottenuto al termine del campionato Serie A2 2012-2013, quello che per un grave infortunio la vede scendere in campo solamente dal gennaio 2013, mentre in Coppa Italia non riuscì mai ad arrivare oltre il secondo turno.
Durante il calciomercato estivo 2013 decide di trasferirsi all'Alba che per la riforma del campionato che ha abolito la Serie A2, per la stagione entrante è iscritta alla Serie B tornata ad essere la cadetteria  del campionato italiano. Alla sua prima stagione con i nuovi colori contribuisce a far raggiungere il terzo posto del girone A mentre nella successiva la squadra riesce ad insidiare il primo posto al Luserna senza però riuscire a sopravanzarla al termine del campionato. La società però, non riuscendo a far fronte all'impegno economico per la stagione entrante, decide di non presentare la domanda di ammissione svincolando le proprie atlete.
Nell'estate 2015 Montecucco trova un accordo con l'Acese, società con sede ad Acireale neopromossa in Serie A per riuscire a disputare per la prima volta in carriera il livello di vertice del campionato nazionale, tuttavia inaspettatamente la situazione economica della società siciliana costringe i dirigenti a rinunciare all'iscrizione al campionato 2015-2016 svincolando le proprie tesserate.
Prima dell'inizio del campionato di Serie B riesce a trovare un accordo con l'Accademia Acqui, squadra di Acqui Terme neopromossa dalla Serie C Piemonte, scelta che condivide anche la sua compagna Martina Gallo, difensore centrale all'Alba
Nell'estate 2018 si trasferisce al San Zaccaria, appena retrocesso in Serie B, nel frattempo passata a girone unico.

### Nazionale
Dal 2010 viene convocata alle selezioni per le giovanili della nazionale di calcio femminile italiana seguendo la trafila delle varie selezioni per età passando dalla formazione Under-17 all'Under-19.